# Équipe d'Afrique du Sud de rugby à XV au tri-nations 1996
L'Équipe d'Afrique du Sud de rugby à XV au tri-nations 1996 est composée de 19 joueurs. Elle termine deuxième de la compétition avec 6 points, une victoire et trois défaites.

## Effectif

### Première ligne
- John Allan (4 matchs, 4 comme titulaire)
- James Dalton
- Os du Randt (4 matchs, 4 comme titulaire)
- Naka Drotske (1 match, 0 comme titulaire)
- Marius Hurter (3 matchs, 3 comme titulaire)
- Balie Swart (1 match, 1 comme titulaire)

### Deuxième ligne
- Mark Andrews
- Kobus Wiese

### Troisième ligne
- Ruben Kruger (4 matchs, 4 comme titulaire)
- Gary Teichmann (4 matchs, 4 comme titulaire)

### Demi de mêlée
- Joost van der Westhuizen

### Demi d’ouverture
- Henry Honiball (2 matchs, 2 comme titulaire)
- Joël Stransky (4 matchs, 3 comme titulaire)

### Trois-quarts centre
- Hennie Le Roux (2 matchs, 2 comme titulaire)
- Japie Mulder (4 matchs, 4 comme titulaire)
- Brendan Venter (3 matchs, 3 comme titulaire)

### Trois-quarts aile
- Pieter Hendriks (4 matchs, 4 comme titulaire)
- Justin Swart (3 matchs, 2 comme titulaire)

### Arrière
- André Joubert